# Manjimup
Manjimup är en ort i Australien. Den ligger i regionen Manjimup och delstaten Western Australia, i den sydvästra delen av landet, 3 000 km väster om huvudstaden Canberra. Orten hade 4 349 invånare år 2016.